# Estación Santa Rosa (Los Sauces)
Santa Rosa es una antigua estación ubicada en la comuna chilena  de Los Sauces la Región de la Araucanía, que fue parte del ramal Renaico - Traiguén.
- Datos: Q2842836